# Renate Baumgärtel-Fleischmann
Renate Baumgärtel-Fleischmann, auch Renate Baumgärtel geborene Fleischmann (* 4. Mai 1937 in Dresden; † 17. Februar 2010 in Bamberg), war eine deutsche Kunsthistorikerin. Sie war von 1991 bis 2002 Leiterin des Bamberger Diözesanmuseums.

## Leben und Wirken
Die in Dresden geborene Renate Fleischmann hatte eine fränkische Herkunft. Ihr Vater war Arzt und stammte aus Forchheim. Er war Bamberger Gymnasiast. Dabei wurde sie maßgeblich vom Interesse des Vaters für Geschichte und speziell für die Geschichte Bambergs beeindruckt. Sie wuchs in Großröhrsdorf auf und legte 1956 das Abitur ab. Ein Studium blieb ihr im Arbeiter-und-Bauern-Staat verwehrt. Sie studierte ab 1956 Kunstgeschichte, Klassische Archäologie und Neuere Geschichte an der Universität Erlangen. Ihr akademischer Lehrer war Karl Oettinger. Statt auf die zur damaligen Zeit vorherrschenden kunstwissenschaftlichen Methode der Stilkritik konzentrierte sie sich auf die archivalischen Quellen. Mit einer Arbeit über die Bamberger Plastik zwischen 1470 und 1520 wurde sie 1963 promoviert. Nach dem Studium heiratete sie und zog mit ihrem Mann nach Bamberg. Aus der Ehe gingen 1965 und 1968 zwei Söhne hervor. Ihr Mann unterrichtete an einem Bamberger Gymnasium. Sie wurde 1978 auf Honorarbasis im Bamberger Diözesanmuseum angestellt. Zwei Jahre später arbeitete sie auf einer Halbtagsstelle, die 1984 zu einer Dreiviertelstelle aufgestockt wurde. Zum 1. September 1991 trat sie die Nachfolge von Bruno Neundorfer an und übernahm die kommissarische Leitung des Diözesanmuseums. Als Protestantin war sie damit Leiterin eines Museums in katholischer Trägerschaft. Bis 2002 leitete sie das Museum. Ihr wurde zum 65. Geburtstag eine Festschrift gewidmet. Ihr wissenschaftlicher Nachlass befindet sich in der Staatsbibliothek Bamberg.
Sie erwarb sich große Verdienste bei der Neugestaltung des Museums und dadurch, dessen Schätze durch Ausstellungen der Öffentlichkeit näher zu bringen. Das Bamberger Diözesanmuseum wurde von ihr zu einer angesehenen Ausstellungs- und Forschungsstätte ausgebaut. Sie trat auch als Verfasserin mehrerer Ausstellungskataloge und Untersuchungen zu Detailproblemen sakraler Kunst hervor. Ihre Dissertation zur Bamberger Plastik wurde ein Standardwerk. Der wissenschaftliche Wert der Arbeit liegt nach Tilmann Breuer in der „Neubewertung der bambergischen Kunst des Spätmittelalters und der frühen Neuzeit, die sie damit aus dem Schatten Nürnbergs heraustreten lassen konnte“. Sie vertrat 1988 in ihrer Untersuchung der „Inschriften“ auf dem Sternenmantel Heinrichs II. die Auffassung, dass dieser in einer Regensburger Werkstatt entstanden und erst nach 1020 fertiggestellt worden sei. Sie begründete dies mit stilistischen Parallelen in Initialen von Handschriften Regensburger Provenienz. Bis dahin wurden gewebte, gestickte oder auf Stoff applizierte Inschriften noch nicht einer epigraphischen Untersuchung unterzogen. Dagegen nahm Horst Enzensberger eine Entstehung in Süditalien an. Nach Enzensberger lassen sich solche Parallelen in Handschriften sowohl nördlich als auch südlich der Alpen beobachten. Angesichts der Herkunft des Stifters Meles von Bari sei eine Entstehung südlich der Alpen die wahrscheinlichere Möglichkeit.

## Schriften (Auswahl)
Ein Schriftenverzeichnis erschien in: Maria Kunzelmann: Veröffentlichungen von Renate Baumgärtel-Fleischmann. In: Werner Taegert (Hrsg.): Hortulus floridus Bambergensis. Studien zur fränkischen Kunst- und Kulturgeschichte. Renate Baumgärtel-Fleischmann zum 4. Mai 2002. Imhof, Petersberg 2004, ISBN 3-935590-71-7, S. 14–18.
Monographien
- Die Altäre des Bamberger Domes von 1012 bis zur Gegenwart (= Veröffentlichungen des Diözesanmuseums Bamberg. Bd. 4). Bayerische Verlags-Anstalt, Bamberg 1987, ISBN 3-87052-383-2.
- Bamberger Plastik von 1470 bis 1520 (= Bericht Historischer Verein Bamberg für die Pflege der Geschichte des Ehemaligen Fürstbistums. Bd. 104). Erlangen-Nürnberg 1969.

Herausgeberschaften
- Bamberg wird bayerisch. Die Säkularisation des Hochstifts Bamberg 1802/03. Historisches Museum, Bamberg 2003, ISBN 3-9807730-3-5.
- Franz Ludwig von Erthal. Bischof von Bamberg und Würzburg 1779–1795 (= Veröffentlichungen des Diözesanmuseums Bamberg. Bd. 7). Diözesanmuseum, Bamberg 1995.
- 300 Jahre Jesuitenkirche, St. Martin Bamberg. 1693–1993 (= Veröffentlichungen des Diözesanmuseums Bamberg. Bd. 5). Bayerische Verlags-Anstalt, Bamberg 1993, ISBN 3-931432-04-1.
- Ein Leben für den Bamberger Dom. Das Wirken des Subkustos Graff (1682–1749) (= Veröffentlichungen des Diözesanmuseums Bamberg. Bd. 11). Bamberg 1999, ISBN 3-931432-04-1.
- Fürstbischof Johann Philipp von Gebsattel und die Kirche in Schlüsselau (= Veröffentlichungen des Diözesanmuseums Bamberg. Bd. 10). Bamberg 1997, ISBN 3-931432-03-3.